# Triumf Republiky (Paříž)
Triumf Republiky (francouzsky Le Triomphe de la République) je monumentální alegorické bronzové sousoší v Paříži. Nachází se uprostřed náměstí Place de la Nation. Autorem realistického díla je francouzský sochař Aimé-Jules Dalou (1838-1902).

## Historie
V roce 1878 vyhlásilo město Paříž soutěž na pomník Francouzské republice. V ní zvítězili bratři sochař Léopold Morice a architekt François-Charles Morice a jejich Pomník Republice (Monument à la République) byl postaven v roce 1883 na Place de la République.
Nicméně na druhém místě v soutěži skončil projekt Julese Daloua, který rovněž upoutal pozornost poroty a města Paříže, kteří rozhodli, že také toto dílo bude realizováno a jako umístění bylo vybráno Place de la Nation. Jules Dalou na svém díle pracoval následujících 20 let. U příležitosti oslav 100. výročí Velké francouzské revoluce v roce 1889 byl odhalen provizorní pomník. Konečná bronzová verze byla slavnostně odhalena o deset let později, dne 19. prosince 1899.

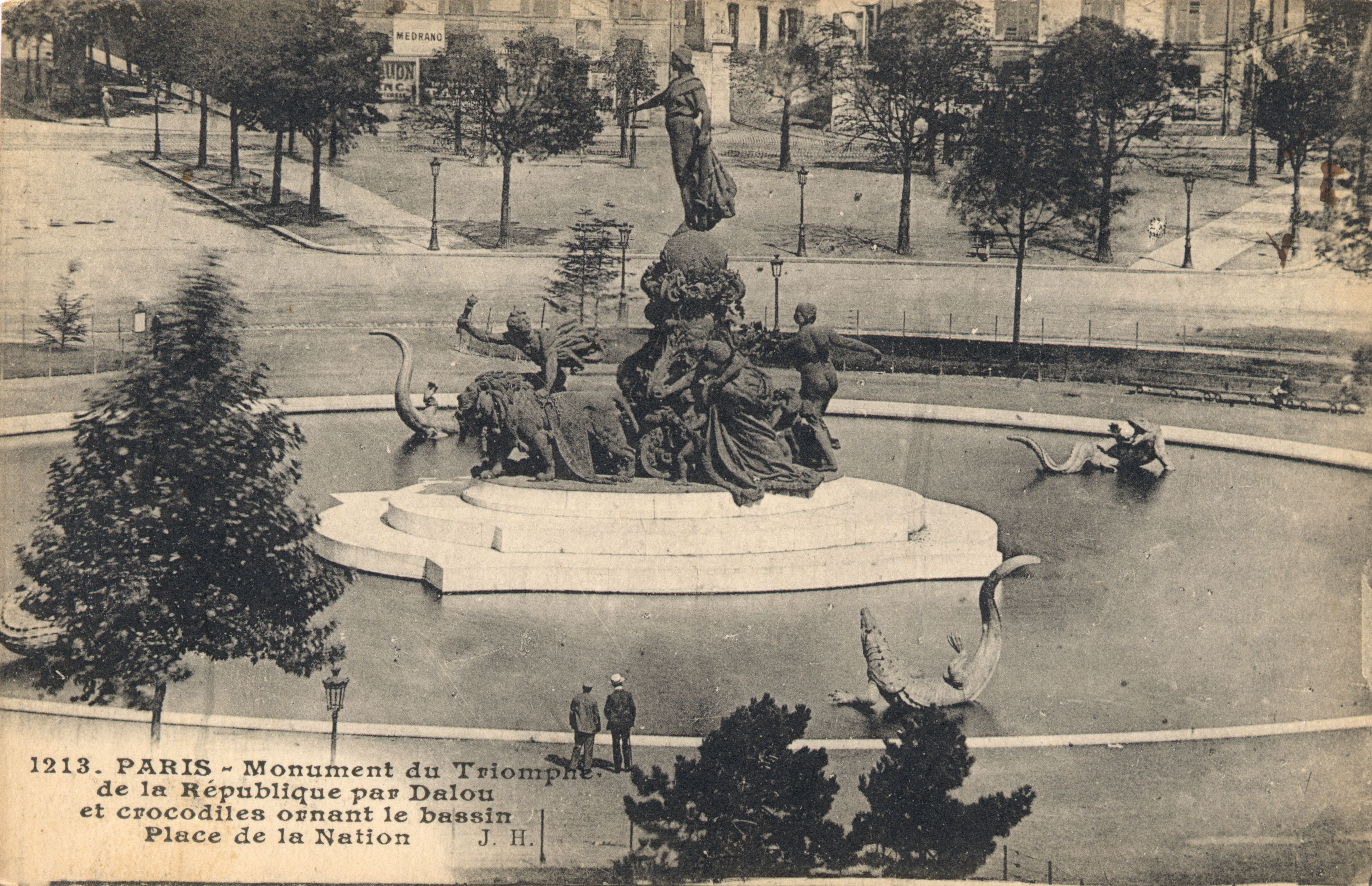
Sousoší s bazénem

V roce 1908 sochař Georges Gardet instaloval sochy mořských příšer do vodní nádrže okolo sousoší. Tato zvířata chrlila proudy vody směrem k sousoší. O tomto řešení uvažoval i sochař Dalou, ale později od jeho realizace upustil. Tyto bronzové prvky byly odstraněny během druhé světové války po okupaci Paříže při sběru kovů pro válečné účely. Vodní nádrž byla odstraněna v 60. letech při stavbě linky RER A pod Place de la Nation.

## Popis
Vůz tažený dvěma lvy symbolizujícími síly lidu řídí Duch Svobody, kterým je Marianne obklopená alegoriemi Práce (kovář s kladivem na rameni), Spravedlnosti (žena držící hermelínový plášť a ruku spravedlnosti doprovázená puttem se složenými váhami), Míru a Hojnosti (žena s kyticí v ruce a dvěma putty u jejích nohou přidržujícími roh hojnosti). Marianne drží fasces, atribut zděděný z doby římské republiky, a má frygickou čapku, symbol svobody a Republiky. Marianne stojí na zemském glóbu představujícím univerzální charakter Republiky. Vedle kováře je putto držící tlustou knihu a upomínající na vzdělávací poslání Republiky.